# 吉爾德福科勒尼 (蒙大拿州)
吉爾德福科勒尼（英語：Gildford Colony）是位於美國蒙大拿州希爾縣的普查規定居民點。

## 人口
根據2020年美國人口普查的數據，吉爾德福科勒尼的面積為1.99平方千米，皆為陸地。當地共有人口73人，而人口密度為每平方千米36.68人。